# Frank Hamblen
Pour les articles homonymes, voir Hamblen.
Frank Alan Hamblen, né le 16 avril 1947 à Terre Haute dans l'Indiana et mort le 30 septembre 2017 à San Diego (Californie), est un joueur et entraîneur américain de basket-ball.